# 데라베성
데라베성(일본어: 寺部城)은 일본 아이치현 도요타시에 있던 성이었다. 15세기 후반에 스즈키 시게토키가 건설하였으며, 그 뒤로 스즈키 씨가 지배해왔다. 그 후로 스즈키 씨와 마쓰다이라 씨 사이의 공방전이 자주 벌어졌다. 1566년 오다 씨의 가신이었던 사쿠마 노부모리가 점령했다.
1618년에는 오와리 도쿠가와 씨의 가로인 와타나베 모리쓰나가 1만 2천석의 고쿠다카와 함께 데라베에 입봉하여 성주가 되었다. 모리쓰나는 데라베 성터에 진야를 건설하였고, 이는 메이지 시대 폐번치현 등이 진행될 때까지 대대로 이어졌다.

## 같이 보기
- 도쿠가와 이에야스